# ピロートーク〜ベッドの思惑〜
『ピロートーク〜ベッドの思惑〜』（ピロートーク ベッドのおもわく）は、2012年10月4日から12月20日までヨルパチーノ ドラマNEXT（木曜25:00 - 25:30〈JSTでは翌日金曜日1:00 - 1:30〉）枠で放送されていた日本のテレビドラマ。主演は田畑智子。
また、本放送前に2012年3月22日木曜25:05 - 26:05の時間帯でスペシャルドラマとして放送。

## 概要
田辺聖子著の「ベッドの思惑」を原案としたシチュエーション・コメディで、あかり、与志子、雅子、マドカといった「オーバー30」世代の4人の独身女性の日々の生活をユーモアたっぷりに描く。テレビドラマ版では関西出身のタレントを多く起用している。
2012年3月に単発特番として放送された作品が「平成24年度日本民間放送連盟賞」（テレビドラマ番組部門優秀賞）を受賞した。

## 登場人物

### 主要人物
和田 あかり / アカリ (31→32) - 田畑智子
貿易会社のOL。最近、引っ越したマンションは進学塾の講師の声がうるさく聞こえる最悪な環境だった。そして、あかり本人にしか見えないベッドの上にいるもう1人の「アカリ」と妄想という名の思惑を巡らせる。
山名 与志子 / ヨシコ (32) - 中村ゆり
派遣社員。あかりの短大時代からの友人。気が弱い性格が災いし、30代にしてまだ男性経験は未経験の箱入り娘である。あかりと同様に「ヨシコ」という名のもう一人の自分と思惑を巡らせる。
女性が男装した執事カフェにはまり、高校時代にはあかりに憧れていたこともあって、本当の自分は女性が好きなのではないかと思うようになる。
若林 雅子 / マサコ (31) - 村川絵梨
友達から紹介された結婚相談サイト「出会いの泉」にはまっており、毎日、タイプが違う男性が掲載されるのを楽しみにしている。あかりと同様に「マサコ」という名のもう一人の自分と思惑を巡らせる。
城崎 マドカ / まどか (34) - 楠見薫
肉食系の男子で体格が良い男性に惹かれる。その理由からおでん屋で偶然会ったあかりの元彼角谷に好意を持つ。あかりと同様に「まどか」という名のもう一人の自分と思惑を巡らせる。
カケル (25) - 松下優也 / ミチル (21) - 丞威（第2 - 3・5 - 最終話）
おでん屋「オデんット姫」で店長代理として働いている。

### ゲスト
第1 - 2話
吉崎 久太 - 鈴木亮平（最終話）
声が大きくうるさい塾講師。粗大ゴミ置場に捨てられていた「赤いソファー」を狙っていたが、あかりに先を越されてしまう。ソファーを運び出すのに手間取っていたあかりを助けたことから彼女と知り合う。
角谷 (46) - 木下隆行（TKO / 第6話）
あかりの元彼。あかりが女子友達とおでん屋で飲んでいるときに偶然、再会する。元カノに未練があり、どうにか肉体関係だけは続けようとあかりに交渉するがあっさり振られてしまう。
梅本 (30) - 尾上寛之（第3・11話）
あかりの後輩社員。あかりと知り合ってから彼女に魅力を感じるようになり、無類の年上好きになってしまう。好きな女性のタイプは離婚後、自立している女性。
文夫 - 鎌苅健太（最終話）
あかりの元彼。地方から大阪本社に栄転になり、久しぶりに元カノに会いたくなってあかりに電話する。
元担任 - ほっしゃん。（第1話）
あかりが通っていた女子高時代の元担任。おでん屋「オデんット姫」を経営。離婚歴があり、雅子が利用している結婚相談サイトに登録していることが元教え子たちに知られてしまう。
第3話
山本 恵理子 - 小川奈那（高校時代：小酒井円葉）
あかりの高校時代の同級生。子供を出産した幸せを同級生たちにメールで知らせる。高校卒業以来会っていなかったあかりと偶然、街中で再会する。
第4話
牧野 健太 - 倉本発
雅子の彼氏。彼女がカラオケ中にジュリー好きな男性と出会ったことで一方的に別れを告げられる。
カラオケ屋店員 - 杉森大祐
小泉 浩司 - 駿河太郎
雅子と同じジュリーファン。ひとりカラオケ中の雅子の部屋にいきなり入って来て、彼女の大事にしているジュリーの帽子に嘔吐した。
第5話
大輔 - 永岡佑
あかりの短大時代のバイト仲間。あかりと再会し不倫関係に発展する。学生時代は太っていたが現在は引き締まった筋肉質な体型にイメージチェンジしている。
絵美 - 兵頭祐香
大輔の妻。同窓会に参加するために田舎へ帰っているときに夫が不倫する。
和夫 (75) - 笹野高史
マドカの彼氏。元花火職人。心臓に持病を抱え、街で買い物しているときに心臓発作で倒れたときに近くにいたマドカに助けてもらう。
第6話
南川 康平 - 桐山照史（関西ジャニーズJr.）
印刷会社社員。取引会社で受付をしていた与志子と知り合い、霧の中で彼女とボートに乗り、初デートを楽しむ。
キダ・タロー
心臓麻痺で死亡した角谷が幽霊となってあかりの前に現れ、冗談でくいだおれ太郎やキダ・タローに変身する。
第7話
和田 加代子 / カヨコ - 末成由美（第1話）
あかりの母親。食事処「かよ」を営んでいる。あかりと同様に「カヨコ」という名のもう一人の自分と思惑を巡らせる。閉経時期を迎え、ショックを受ける。
秀男 - 清水章吾
同窓会で久しぶりに再会し、学生時代に好意を持っていた加代子とデートする。学生時代は多くの女性から憧れられる存在だった。
第8話
葵 - 波瑠
学生時代から背が高いことで女の子らしい洋服が似合わず、同級生の男子から「おとこ女」と馬鹿にされ、コンプレックスを抱えていた。
そのことを逆手に取り髪を短くカットし、男子として堂々と振る舞っていこうと決心したときに天職と思える執事カフェに出会う。
第9話
リ・スンリ - JUNO（最終話）
「〜韓流ライブat通天閣〜」の取材に訪れていた元彼女の雅子と再会する。日本で歌手デビューを果たし、昔の格好悪い姿から韓流スターに変身を遂げていたので雅子と再会した時に本人だと気付いて貰えなかった。
ビリケンさん (声) - 村上ショージ
雅子が通天閣で拾った「ビリケンキーホルダー」の化身。雅子の住んでいる部屋に現れ、スンリとの恋愛が叶うようにアドバイスする。
第10話
真人 - 和田聰宏
女子のファンに歓声を浴びるスターではなく本物の俳優になりたいと与志子に話す。スターの自分に全く興味がない与志子の人間性を好きになる。
第11話
基樹 / MOTOKI (7) -  松田優佑 / 妄想という名の思惑：北村匠海
梅本が風邪を引いて体調が悪いあかりを見兼ねて、世話をさせるために彼女の部屋に行くよう依頼した男の子。食材や水の原産地に拘りがあり、子供のように無邪気で生意気な性格をしている。
浮浪者 - TOZY
夜の公園で弾き語りをしているときにその公園で遊んでいたあかりとMOTOKIに出会う。
最終話
熊男 - 山本太郎
山に籠っているドキュメンタリー監督。与志子の初めての男性。
奈緒 (14) - 吉田葵依
2022年時代のカケルとミチルの娘。

## スタッフ
- 原作：田辺聖子「ベッドの思惑」（集英社文庫刊）
- シリーズ構成：小林弘利
- 脚本：小林弘利、奥山繭子、吉原れい、いながわ亜美、山野井彩心、小鶴、色川真理子
- ダイアローグ協力：宮武由衣
- 演出：木村弥寿彦、萩原崇、大畑拓也
- 演出補：萩原崇、大畑拓也、大西文志郎、的場政行
- 電飾・視覚効果：中井高浩
- タイトル：河合立史、タイトルエイト
- プロデューサー：佐野拓水、木村弥寿彦
- 制作協力：東通企画、キャレスインターナショナル
- 制作・著作：関西テレビ

## 主題歌
- Do As Infinity「mannequin」（avex trax）

### 挿入歌
- JUNO「Everything」「その髪も 指も 唇も…」（rhythm zone / 第9話）
- TOZY「ガーベラ」（第11話）[3]

## 放送日程
| 各話   | 放送日（関西テレビ） | サブタイトル         | 脚本         | 演出       |
| ------ | -------------------- | -------------------- | ------------ | ---------- |
| 第1話  | 2012年10月04日       | オーバー30の女       | 小林弘利     | 木村弥寿彦 |
| 第2話  | 2012年10月11日       | 友人のご挨拶         | 小林弘利     | 木村弥寿彦 |
| 第3話  | 2012年10月18日       | PRESENT              | 奥山繭子     | 木村弥寿彦 |
| 第4話  | 2012年10月25日       | おひとりさまカラオケ | 吉原れい     | 萩原崇     |
| 第5話  | 2012年11月01日       | BOMB                 | いながわ亜美 | 大畑拓也   |
| 第6話  | 2012年11月08日       | 霧                   | 小林弘利     | 木村弥寿彦 |
| 第7話  | 2012年11月15日       | 花のれん             | 山野井彩心   | 木村弥寿彦 |
| 第8話  | 2012年11月22日       | 甘い貪欲             | 小鶴         | 木村弥寿彦 |
| 第9話  | 2012年11月29日       | BILLIKEN             | 色川真理子   | 木村弥寿彦 |
| 第10話 | 2012年12月06日       | いちばん綺麗なわたし | 山野井彩心   | 萩原崇     |
| 第11話 | 2012年12月13日       | 永遠の週末           | 小鶴         | 木村弥寿彦 |
| 最終話 | 2012年12月20日       | Final Episode        | 小林弘利     | 木村弥寿彦 |

- 初回は20分拡大放送（25:00 - 25:50）。
- 第2話は木曜劇場「結婚しない」が15分拡大放送のため25:15 - 25:45放映。

## ネット局

### スペシャルドラマ
| 放送対象地域 | 放送局     | 放送日        | 放送時間           | 備考   |
| ------------ | ---------- | ------------- | ------------------ | ------ |
| 近畿広域圏   | 関西テレビ | 2012年3月22日 | 木曜 25:05 - 26:05 | 制作局 |

### 連続ドラマ
| 放送対象地域 | 放送局       | 放送期間                 | 放送日時           | 備考   |
| ------------ | ------------ | ------------------------ | ------------------ | ------ |
| 近畿広域圏   | 関西テレビ   | 2012年10月4日 - 12月20日 | 木曜 25:00 - 25:30 | 制作局 |
| 広島県       | テレビ新広島 | 2013年5月10日 - 7月26日  | 金曜 25:05 - 25:35 |        |